# Bombardement de Fort Stevens
Théâtre américain de la Seconde Guerre mondiale
Le bombardement de Fort Stevens désigne l'attaque par un sous-marin japonais de l'installation militaire de Fort Stevens, au niveau de l'embouchure du fleuve Columbia, dans Oregon. L'attaque a eu lieu en juin 1942, sur le théâtre américain de la guerre du Pacifique pendant la Seconde Guerre mondiale.

## Bombardement

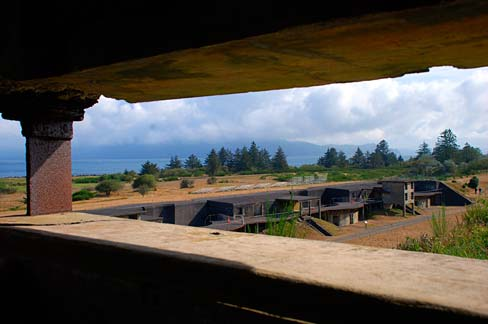
Vue de la batterie ouest de Fort Stevens.

Le sous-marin japonais I-25, commandé par Meiji Tagami, avait été chargé de couler des navires dans les eaux côtières américaines et d'attaquer les installations de défenses américaines sur le littoral Pacifique à l'aide de son canon de 140 mm et de son hydravion embarqué. Transportant un hydravion Yokosuka E14Y, le sous-marin était doté d'un équipage de 97 personnes. Le 21 juin 1942, une journée à peine après l'attaque du I-26 sur la côte ouest canadienne, le sous-marin rejoint l'embouchure du fleuve Columbia avec comme objectif une cible militaire. Le submersible était entré dans les eaux côtières américaines en suivant des bateaux de pêche pour éviter les champs de mines de la région.
Tard dans la nuit, le commandant Tagami ordonne à son équipage de faire surface. Sa cible était Fort Stevens, installation militaire datant de la guerre de Sécession et armé d'artillerie désormais plus ou moins obsolète de l'ère Endicott : deux canons de 10 pouces obsolètes, de quelques mortiers de 12 pouces, de canons de campagne de 75 mm, de mitrailleuses de calibre .50, ainsi que des projecteurs, des postes d'observation et des radars secrets associés.
Tagami ordonne à l'équipage du canon de pont d'ouvrir le feu sur la batterie Russell de Fort Stevens. Mais lorsque les artilleurs du fort ont demandé la permission d'ouvrir le feu, elle a été fermement refusée. Cela s'explique en partie par le fait que la localisation du sous-marin restait incertaine en raison des difficultés à évaluer les rapports provenant de différents points d'observation ; il était, après tout, à 16 km de la côte. De plus, les autorités ont déclaré plus tard qu'elles souhaitaient éviter de révéler l'emplacement de leurs canons à ce qu'elles croyaient être une mission de reconnaissance. Le sous-marin était peut-être aussi hors de portée de l'artillerie de la batterie Russell ; le mécanisme utilisé avec les canons de 10 pouces obsolètes limitait leur course vers le haut, ce qui limitait leur portée effective à moins de 16 km. Si les canons ouvraient le feu, le sous-marin pourrait signaler à Tokyo qu'une flotte de navires de surface pourrait simplement se hisser à 16 km de la côte et pilonner la batterie Russell en toute impunité, puis continuer sa route vers le fleuve Columbia — où, parmi d'autres cibles précieuses, en amont à Portland, l'Oregon Shipbuilding Corporation, l'un des chantiers navals d'Henry Kaiser, lançait des Liberty ships à un rythme de plus d'un par semaine. La marine ne pouvait évidemment pas prendre de risque à cet égard.
La plupart des tirs touchent un terrain de baseball et un marécage à proximité. Mais deux tirs atteignent le fort, un obus tombe près de la batterie Russell et un autre à côté d'une casemate en béton. Un seul coup au but coupe l'un des gros câbles téléphoniques, qui est vraisemblablement le seul dommage causé par Tagami. Dix-sept obus explosifs avaient été tirés sur le fort.
Des avions de l'armée de l'air américaine lors d'une mission d'entraînement repérèrent l'I-25 et appelèrent un bombardier A-29 Hudson paré pour l'attaque. Celui-ci localisa le submersible, qui parvient à s'immerger sans dommage après avoir esquivé plusieurs bombes.
Cette attaque ne fait aucune victime et les dégâts infligés au Fort Stevens sont minimes mais elle constitue tout de même un exploit historique jamais ré-édité.

## Conséquences

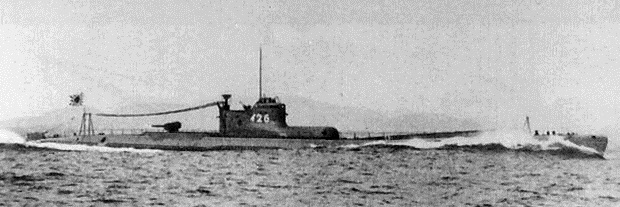
Le submersible japonais I-25.

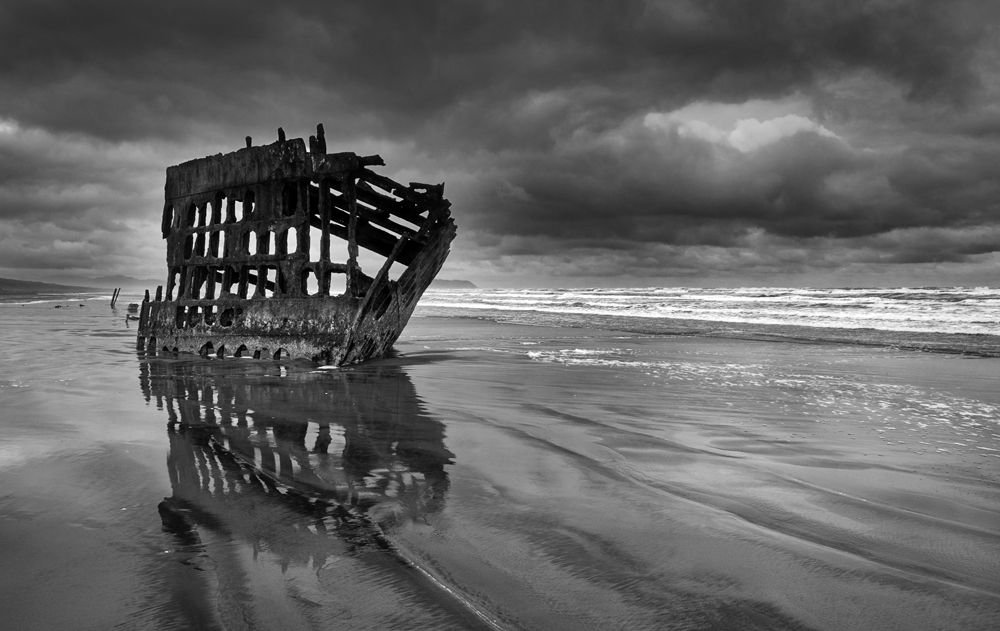
L'épave du Peter Iredale

Même s'il n'y a eu aucun blessé et très peu de dégâts, l'attaque japonaise sur Fort Stevens avec la campagne des îles Aléoutiennes le même mois a contribué à créer la peur d'une invasion à grande échelle de 1942 sur la côte ouest. Par la suite, des rouleaux de fil de fer barbelé furent suspendus de Point Adams, près de l'embouchure du fleuve Columbia, vers le sud pour entraver une invasion potentielle. La barque britannique détruite Peter Iredale (en) était empêtrée dans le fil et le restera jusqu'à la fin de la guerre.
Le bombardement de Fort Stevens marque l'unique fois qu'une base militaire dans les États-Unis contigus est attaquée par les puissances de l'Axe pendant la Seconde Guerre mondiale, et c'est la deuxième fois que le territoire américain continental est attaqué par un ennemi depuis le bombardement de Dutch Harbor deux semaines plus tôt.
Ce fut un tournant pour l'artillerie côtière américaine, et l'absence de riposte provoqua une réévaluation des hommes et de l'artillerie affectés à la défense côtière.